# Bine Norčič
Bine Norčič, slovenski smučarski skakalec in trener, * 16. marec 1981, Kranj.
Bine Norčič je za Slovenijo prvič nastopil v svetovnem pokalu 12. decembra 1998 na tekmi v Oberhofu. V svetovnem pokalu se mu je trikrat uspelo uvrstiti med dobitnike točk na posamičnih tekmah in enkrat na ekipni tekmi. 19. decembra 1988 je zasedel 26. mesto v Harrachovu, 28. novembra 1999 je bil 23. v Kuopiu, svojo najboljšo uvrstitev pa je dosegel 18. decembra istega leta s šestnajstim mestom v Zakopanah. 4. marca 2000 je osvojil šesto mesto na ekipni tekmi v Lahtiju. Veliko je nastopal v kontinentalnem pokalu, kjer se mu je štirinajstkrat uspelo uvrstiti v deseterico, od tega šestkrat na stopničke. V tem tekmovanju je dosegel tri zmage, 20. januarja 2002 v Ishpemingu, 26. februarja istega leta v Planici in 19. julija 2003 v Calgaryju.
Po zaključku kariere je postal pomočnik trenerja mladinske reprezentance Slovenije in osebni trener Jerneja Damjana ter v letih 2006 in 2007 glavni trener slovenske reprezentance B. Med letoma 2007 in 2013 je deloval kot pomočnik trenerja turške reprezentance, junija 2013 je postal pomočnik trenerja ameriške reprezentance ter leta 2015 glavni trener združenih reprezentanc ZDA in Kanade. Med letoma 2023 in 2025 je bil trener norveške reprezentance B, pred sezono 2025/26 pa je prevzel mesto glavnega trenerja švicarske reprezentance.
Njegov oče je bil slovenski smučarski skakalec in trener Bogdan Norčič.